# Quam singulari
Quam singulari – dekret watykańskiej Kongregacji Sakramentów wydany na polecenie papieża Piusa X w Rzymie 7 sierpnia 1910 i podpisany przez kardynałów Domenico Ferratę oraz Filippo Giustiniego.

Dokument dotyczył wcześniejszego dopuszczania dzieci do pierwszej Komunii świętej. Współcześnie zwlekano z tym aktem jak najdłużej, mimo że pierwsza spowiedź, a nawet sakrament Bierzmowania były udzielane wcześniej. W XIX wieku pierwsza Komunia miała miejsce najczęściej około 10., 12. lub 14. roku życia.
Wielu sądziło, że należy opierać się na innym wieku rozeznania, gdy chodzi o przystąpienie do sakramentu Pokuty, inny zaś wiek przyjmować, kiedy chodzi o pierwszą Komunię świętą. Twierdzili więc, iż co do Pokuty powinno się za wiek rozeznania uważać ten okres życia, w którym dziecko zdolne jest rozróżniać między dobrem i złem, mogąc więc zgrzeszyć, do Komunii świętej zaś wymagali wieku starszego, takiego mianowicie, w którym dziecko posiada już pełniejszą znajomość prawd wiary i dojrzalsze przygotowanie umysłowe.
Papież kierował się w tekście dekretu raczej racjami wychowawczymi, aniżeli teologicznymi. Zakładał, że już w wieku siedmiu lat dziecko "używa rozumu" (wiek rozeznania) i jest w stanie zbliżyć się do Chrystusa w Eucharystii, czerpiąc z tego obronę przed zepsuciem i do czego, de iure, było zobowiązane (martwym dotąd w tym zakresie) zapisem prawa kanonicznego. Pius X powołuje się również na wskazania Soboru laterańskiego i poglądy św. Tomasza z Akwinu. W myśl tych wskazań dziecko, które raz doszło do używania rozumu wówczas od razu podlega obowiązkowi Prawa Bożego. Święty Antoni twierdził jednoznacznie, że dziecko, które jest w stanie zgrzeszyć śmiertelnie, to jest równocześnie zobowiązane do korzystania ze Spowiedzi i Komunii świętej. Podobne zdanie wyraził Sobór trydencki. Papież powołuje się także na list Piusa IX do biskupów francuskich z 12 marca 1866, w którym surowo ganił proceder dopuszczania dzieci do Komunii świętej w wieku dojrzalszym, z góry określonym. Wcześniej, 15 marca 1851 Kongregacja Soboru odrzuciła uchwałę synodu krajowego w Rouen, która zabraniała przystępowania do Komunii świętej przed dwunastym rokiem życia. 25 marca 1910 Kongregacja Sakramentów otrzymała zapytanie od Kościoła argentyńskiego o to, czy do Komunii świętej można dopuszczać dzieci w wieku lat 12., czy 14. Odpowiedziała na nie: "Należy dopuszczać do Stołu Pańskiego chłopców i dziewczynki, skoro tylko dojdą do lat rozeznania, czyli do używania rozumu".
Dekret zmienił punkt ciężkości katechezy sakramentalnej z okresu dojrzewania na dzieciństwo, a także zapoczątkował reformę katechetyczną, która miała daleko idące konsekwencje w odniesieniu do struktury, treści i znaczenia obrzędu.